# Condado de Monroe (Iowa)
El condado de Monroe (en inglés: Monroe County, Iowa), fundado en 1843, es uno de los 99 condados del estado estadounidense de Iowa. En el año 2000 tenía una población de 8016 habitantes con una densidad poblacional de 7 personas por km². La sede del condado es Albia.

## Geografía
Según la Oficina del Censo, el condado tiene un área total de 1124 km² (434 mi²), de la cual 1123 km² (433,6 mi²) es tierra y 2 km² (0,8 mi²) es agua.

### Condados adyacentes
- Condado de Marion noroeste
- Condado de Mahaska noreste
- Condado de Wapello este
- Condado de Appanoose sur
- Condado de Lucas oeste

## Demografía
En el 2000 la renta per cápita promedia del condado era de $34 877, y el ingreso promedio para una familia era de $41 611. El ingreso per cápita para el condado era de $17 155. En 2000 los hombres tenían un ingreso per cápita de $31 661 contra $21 401 para las mujeres. Alrededor del 9.00% de la población estaba bajo el umbral de pobreza nacional.
| 1900   | 1910   | 1920   | 1930   | 1940   | 1950   | 1960   | 1970 | 1980 | 1990 | 2000 |
| ------ | ------ | ------ | ------ | ------ | ------ | ------ | ---- | ---- | ---- | ---- |
| 17 985 | 25 429 | 23 467 | 15 010 | 14 553 | 11 814 | 10 463 | 9357 | 9209 | 8114 | 8016 |

## Lugares

### Ciudades y pueblos
- Albia
- Eddyville
- Lovilia
- Melrose

### Principales carreteras
- U.S. Highway 34
- Carretera de Iowa 5
- Carretera de Iowa 137